# Джейсон Кроу
Джейсон Даріус Кроу (нар. 24 серпня 1976) — американський професійний баскетболіст. Він закінчив Каліфорнійський університет у Нортриджі у 1999 році та 13 років грав на професійному рівні у Європі, Південній Америці, Ірані, Австралії та Новій Зеландії.

## Студентська кар'єра
Кроу навчався в Інглвудській середній школі. Перший студентський баскетбольний сезон провів у Торгово-технічному коледжі Лос-Анджелеса у 1995—1996 роках. У квітні 1996 року він перейшов до Американського університету, де підписав контракт з чоловічою баскетбольною командою «Амерікан Іглс» на сезон 1996—1997. На другому курсі Кроу набирав у середньому 4,0 очки, 2,3 підбирання та 1,1 передачі у 21 грі.
У 1997 році Кроу перевівся до Каліфорнійського університету у Нортриджі. За правилами трансферу він пропустив сезон 1997—1998. Тренер Бобб Брасвелл очікував від Кроу, що він посилить атаку університетської команди «Матадор». Попри чудові гольові передачі, Кроу мав велику кількість втрат. Він закінчив сезон 1998—1999 із середніми показниками 4,8 очка, 2,8 передачі, 3,6 передачі та 1,6 перехоплення у 29 іграх. Після закінчення навчання він не повернувся до університету на сезон 1999—2000.

## Професійна кар'єра

### Перші роки
Кроу вперше приєднався до «Ла Кросс Бобкетс» Континентальної баскетбольної асоціації у сезоні 1999—2000, але був звільнений 12 листопада 1999 року. У сезоні 2000—2001 Кроу переїхав до Сербії, де виступав за кралівську команду «Слога».
На початку 2002 року Кроу переїхав до України та підписав контракт з БК «Київ», де провів решту сезону 2001—2002. У 10 матчах за киян він набирав у середньому 13,4 очка, робив 4,7 підбирання, 5,0 передачі та 3,0 перехоплення за гру. У жовтні того ж року Кроу приєднався до тренувального табору «Лос-Анджелес Кліпперс». Він не потрапив до остаточного складу команди та у січні 2003 року знову повернувся у «Київ». У жовтні 2003 року він зробив спробу приєднатися до «Кліпперс», але не пройшов тренувальний табір. У лютому 2004 року він приєднався до «Лонг Біч Джем» Американської баскетбольної асоціації.
Кроу переїхав до Угорщини на сезон 2004—2005, спочатку підписавши контракт з «Кліма-Вілла Капосвар», але його звільнили перед початком регулярного сезону. У лютому 2005 року він приєднався до «Сольнокі Олай» і провів п'ять ігор за клуб, набираючи у середньому 9,4 очка, 2,6 підбирання, 3,8 передачі та 3,8 перехоплення за гру.
Кроу переїхав до Ірану на сезон 2005—2006, підписавши з «Петрохіні Бандар Імам» контракт на 30 000 доларів на місяць. Пізніше він сказав про своє перебування в Ірані: «[В Ірані] немає абсолютно ніякого соціального життя. Ніякого. Я перебував там, намагаючись закінчити все й повернутися додому». Його дружина Ірен провела з ним сезон в Ірані, але через ісламський панівний уряд, який вимагає суворого одягу для жінок у громадських місцях, вона часто не виходила з дому по три-чотири тижні. У 36 іграх за «Петрохімі» він набирав у середньому 22,3 очка за гру.

### Нова Зеландія й Австралія
У листопаді 2006 року Кроу повернувся до Європи, де він тренувався з польським клубом «Анвіль Влоцлавек». Зрештою він підписав контракт із ССК «Староград Гданськ» і зіграв за них 11 ігор до від'їзду у лютому 2007 року. У цих 11 іграх він набирав у середньому 9,5 очка, 5,0 підбирання, 2,9 передачі та 1,9 перехоплення за гру. У травні він переїхав до Нової Зеландії, де приєднався до «Вайкато Пістонс» у сезоні новозеландської НБЛ 2007 року. У восьми іграх регулярного сезону за «Пістонс» Кроу у середньому набирав 20,3 очка, робив 4,5 підбирання, 5,3 передачі та найкращий результат у лізі — 3,8 перехоплення за гру. У півфінальній поразці «Пістонс» від «Нельсон Джаєнтс» він заробив 28 очок, 8 підбирань і 7 перехоплень.
Блискуча гра Кроу привернула увагу «Голд-Кост Блейз» з австралійської НБЛ. Він з'явився у всіх 31 матчах за «Блейз» у сезоні 2007—2008, набираючи у середньому 16,5 очка, 6,3 підбирання та 5,4 передачі за гру. Наступного сезону він повернувся до «Пістонс», який став найкращим у його кар'єрі. В першій грі він зробив 16 результативних передач у перемозі над «Нельсон Джаєнтс» лише за кілька годин після прибуття з Лос-Анджелеса. Він зробив три тріпл-дабли протягом року, перший з них: 25 очок, 11 підбирань і 12 передач у матчі проти «Таранакі», другий: 30 очок, 12 підбирань і 10 передач у грі проти «Веллінгтон», і третій проти «Кентербері»: 44 очки, 11 підбирань і 11 передач. Він отримав численні нагороди, зокрема «Найвидатніший захисник», «Чемпіон за передачами», «П'ятірка всіх зірок», п'ять разів ставав «Гравцем тижня» та завершив регулярний сезон на першому місці у рейтингу найкорисніших гравців із серйозним відривом. На завершення сезону він був названий найціннішим гравцем ліги та привів «Пістонс» до чемпіонства. У 18 іграх регулярного сезону він набирав у середньому 21,7 очка, 7,2 підбирання, 8,3 передачі та 3,1 перехоплення за гру.

### Латинська Америка та Європа
У січні 2009 року Кроу підписав контракт з «Піонерос де Кінтана Роо» з мексиканської Національної професійної баскетбольної ліги. Наступного місяця він переїхав до Венесуели та приєднався до «Крокоділос де Каракас». Того ж року він підписав контракт з українською командою «Дніпро» на сезон 2009—2010. У 30 іграх за «Дніпро» він набирав у середньому 16,7 очка, 5,7 підбирання, 7,7 передачі та 2,2 перехоплення за гру.
У вересні 2010 року Кроу підписав контракт з болгарським «Левскі Софія» на сезон 2010—2011. У 24 матчах чемпіонату за «Левскі» у сезоні 2010—2011 років він набирав у середньому 11,3 очка, робив 4,7 підбирання, 5,6 передачі та 2,4 перехоплення за гру.

### Повернення до Нової Зеландії
У травні 2011 року Кроу знову приєднався до «Вайкато Пістонс» до кінця сезону 2011 Новозеландської НБЛ. У 12 іграх регулярного сезону він набирав у середньому 13,2 очка, робив 5,1 підбирання, став лідером у лізі — 7,2 передачі та 3,3 перехоплення за гру. «Пістонс» дійшли до півфіналу з серією з 11 перемог, але зазнали поразки з рахунком 95:86 від «Гокс-Бей Гокс». У поразці Кроу набрав 10 очок. Він вдруге отримав відзнаку п'ятірки всіх зірок і вдруге був названий чемпіоном за передачами.

### Останній сезон
29 вересня 2011 року Кроу підписав контракт з німецьким «Фенікс Хаген» на сезон 2011—2012. Однак у грудні 2011 року його звільнили після того, як він з'явився лише у дев'яти іграх. У цих дев'яти іграх він набирав у середньому мінімум за кар'єру — 7,7 очка, 3,9 підбирання, 2,9 передачі та 1,4 перехоплення за гру.
У лютому 2012 року Кроу підписав контракт з «Веллінгтон Сейнтс» на сезон 2012 Новозеландської НБЛ. У 18 іграх за (16 регулярних сезонів, 2 плей-офф) він набирав у середньому 17,3 очка, 6,4 підбирання, 8,7 передачі та 2,8 перехоплення за гру. Кроу втретє був названий чемпіоном за передачами, і він вивів свою команду до великого фіналу, де вони зазнали поразки від «Окленд Пайретс».

## Подальша кар'єра
У червні 2014 року Кроу отримав призначення головним тренером шкільної баскетбольної команди у Лос-Анжелесі.